# ザッハトルテ (バンド)
ザッハトルテ (ZAHATORTE) は、京都を中心に活動している日本のアコースティック・インストゥルメンタル・バンド。都丸智栄（アコーディオン）、ウエッコ（ギター）、ヨース毛（チェロ）の3人からなり、独特の編成で、アイリッシュ音楽やミュゼット、ジプシー・スウィングなどの影響を受けたスタイルの音楽を演奏する。
ザッハトルテは、2002年に、都丸を中心として、立命館大学の音楽サークル「出前ちんどん」に加わっていたメンバーにより結成された。「ストリート、カフェ、バー、ライブハウス、ロックフェス、美術館、コンサートホール等」でのライブを重ねながら、2003年に最初のアルバム『お茶の間ヨーロッパ』を自主制作、2006年には『貴方とワルツを踊りたい』をリリースした後、2008年に『おやつは3ユーロまで』を発表した。
2010年には、NHK教育テレビ『おかあさんといっしょ』に出演し、9月のうた「ドコノコノキノコ」の作編曲・演奏・コーラスを担当した。
2010年7月10日に『パリ市ロマンチッ区』をフライングドッグからリリースした。

## ディスコグラフィ
- お茶の間ヨーロッパ、2002年、自主制作/メタカンパニー
- 貴方とワルツを踊りたい、2006年、自主制作/メタカンパニー
- おやつは3ユーロまで、2008年、WaiWaiMusic
- 素敵な1日、2009年、フライングドッグ/ビクターエンタテインメント - オノ・ナツメとのコラボレーション
- パリ市ロマンチッ区、2010年、フライングドッグ/ビクターエンタテインメント
- Acoustic Live & Dinner at TOOTH TOOTH、2011年、fish for music
- ビストロ オンゼ、2012年、fish for music